# Global Witness
Global Witness est une ONG fondée en 1993 et spécialisée dans la lutte contre le pillage des ressources naturelles (pétrole, bois, diamants) des pays en développement (PVD) et la corruption politique qui l'accompagne.

## Description
Les principales campagnes de Global Witness :
- Affaire des ventes d'armes à l'Angola (Angolagate)
- La compagnie nationale de pétrole congolais que dirige Denis Gokana[1]
- Les diamants de conflits et le processus de Kimberley[2]
- Les compagnies de courtage pétrolier comme Glencore
- Le processus des préfinancements pétroliers
- exploitation forestière illégale, notamment dans le bassin du Congo, en l'absence d'aménagement forestier[3]

L'enquête menée par Global Witness révèle qu'avec 207 meurtres, l'année 2017  est la plus meurtrière pour les défenseurs des droits à la terre et les défenseurs environnementaux. L’agrobusiness devient l’industrie associée au plus grand nombre de meurtres